# 정찬우 (1963년)
정찬우(鄭燦宇, 1963년 9월 16일 ~ , 광주)는 대한민국의 금융인이다. 

## 학력
- 1982년 : 숭실고등학교 졸업
- 1987년 : 서울대학교 국제경제학 학사
- 1989년 : 신시내티대학교 대학원 경제학 석사
- 1995년 : 퍼듀대학교 대학원 경제학 박사

## 경력
- 전남대학교 경영대학 전임강사
- 전남대학교 경영대학 조교수
- 전남대학교 경영대학 부교수
- 1997년 1월 ~ 2004년 2월 : 전남대학교 경제학부 교수
- 한국금융연구원 부연구위원
- ~ 2007년 6월 : 한국금융연구원 연구위원
- 2006년 1월 : 재정경제부 금융허브지원팀장
- 2007년 6월 : 한국금융연구원 선임연구위원
- 국무총리실 규제개혁위원회 금융분과자문위원
- 외교통상부 한미FTA 금융부문 자문위원
- 금융위원회 금융규제개혁심사위원
- 미소금융재단 자문위원
- 금융위원회 정보공개심의위원
- 금융위원회 금융발전심의위원
- 금융위원회 자체평가위원
- 2012년 6월 ~ 2013년 3월 : 한국금융연구원 부원장
- 2013년 3월 ~ 2016년 1월 : 금융위원회 부위원장
- 2013년 3월 ~ 2016년 1월 : 금융위원회 증권선물위원회 위원장
- 2016년 10월 ~ 2017년 9월 : 제5대 한국거래소 이사장
- 딜로이트안진회계법인 고문

## 참고 자료
- 정찬우 네이버 인물검색

| 전임 추경호 | 제5대 금융위원회 부위원장 2013년 3월 25일 ~ 2016년 1월 17일 | 후임 정은보 |